# Grammatica dell'esperanto

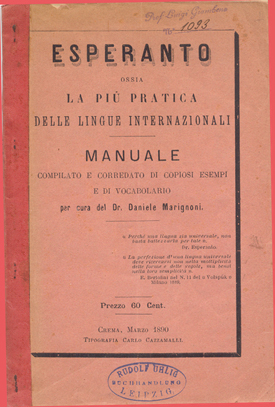
La prima grammatica di esperanto in lingua italiana, pubblicata a Crema da Daniele Marignoni nel 1890.

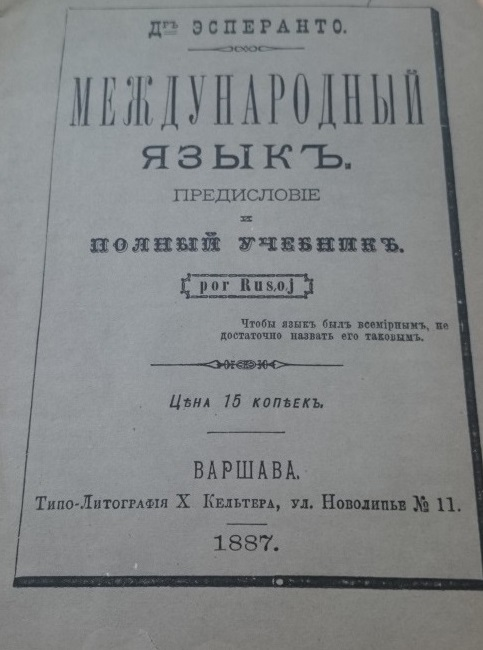
Unua libro. Por Rusoj, un'edizione dell'Unua libro per parlanti russi, pubblicata a Varsavia nel 1887

La grammatica della lingua esperanto fu studiata da Ludwik Lejzer Zamenhof, l'oculista polacco poliglotta che sviluppò la lingua, basandosi sulle lingue etniche parlate quotidianamente, dalle quali ricavò il lessico e le regole di grammatica. Zamenhof era affascinato dalla povertà di flessione della lingua inglese, che influenzò in maniera particolare i verbi. Nel luglio 1887 egli pubblicò, inizialmente in russo, il suo Unua Libro ("Primo libro"), un'introduzione alla lingua a caratteri generali. L'idioma tratteggiato in tale volume è sostanzialmente lo stesso che viene parlato oggigiorno.
La grammatica dell'esperanto è stata studiata per avere la massima espressività (pari cioè a quella di una lingua etnica), ma fatta in modo che si possa imparare anche da autodidatti; essa è infatti molto semplice e regolare, ma non cade nella banalità. Infatti l'esperanto si è diffuso dapprima tra gli intellettuali che lo imparavano da soli tramite le varie grammatiche. La prima grammatica di esperanto in italiano è datata 1890, tre anni dopo la pubblicazione dell'esperanto (un periodo piuttosto breve dati i tempi e l'assenza dei mezzi di comunicazione di massa moderni).

## Articolo
L'articolo è unico (invariato per genere e numero), ed è quello determinativo: la. Se qualcosa è indeterminato, semplicemente non si mette l'articolo, sia al singolare sia al plurale. Per motivi di eufonia, l'articolo determinativo può essere apostrofato - ma non obbligatoriamente - se seguito da vocale come in italiano, ma anche se preceduto da consonante. Ad esempio, il celebre libro "Il Signore degli Anelli" è stato tradotto in esperanto con titolo "La Mastro de l' Ringoj" (traduzione del britannico William Auld).

## Pronomi personali
I pronomi personali soggetto sono:
| Esperanto | Italiano | Esempio |
| --------- | --- | --- |
| mi        | io | "Mi vidas la maron" = "Io vedo il mare"                                                                                             |
| ci (*)/vi | tu | "Ci vidas la maron" = "Tu vedi il mare"                                                                                             |
| li        | egli | "Li vidas la maron" = "Egli vede il mare"                                                                                           |
| ŝi        | ella | "Ŝi vidas la maron" = "Ella vede il mare"                                                                                           |
| ĝi        | esso/a riferito a cosa asessuata, ma può essere riferito a persona se il suo sesso è sconosciuto, o volutamente nascosto da chi parla | "La ŝtelisto venis dum la nokto kaj ĝi ŝtelis la monon" = "Il/La ladro/a è venuto/a durante la notte e lui/lei ha rubato il denaro" |
| ni        | noi | "Ni vidas la maron" = "Noi vediamo il mare"                                                                                         |
| vi        | voi | "Vi vidas la maron" = "Voi vedete il mare"                                                                                          |
| ili       | loro (essi/esse, non fa distinzione di genere)                                                                                        | "Ili vidas la maron" = "Loro vedono il mare"                                                                                        |
| oni       | si (impersonale) | "Oni vidas la maron." = "Si vede il mare"                                                                                           |
| si        | si usato come pronome riflessivo alla terza persona (non fa distinzione di genere)                                                    | "Li lavas sin" = "Lui si lava"; diverso da "Li lavas lin" = "Lui lava lui" (un altro uomo)                                          |

(*) Viene usato quasi esclusivamente "vi" che letteralmente significa "voi", ma la traduzione letterale di "tu" è "ci", per sottolineare l'intimità e l'amicizia. Non esisteva nella prima pubblicazione dell'esperanto (anche se il suo corrispettivo esisteva in protoesperanto); fu aggiunto nell'eserciziario allegato al Fundamento ma non alle 16 regole dove sono presentati gli altri pronomi personali, evidentemente Zamenhof non lo riteneva indispensabile e infatti è usato raramente, in genere come espressione di intimità o amicizia.

## Radice e parti del discorso da essa ricavabili: sostantivi, aggettivi, verbi e avverbi
Sostantivi, aggettivi, verbi e avverbi sono le parti semantiche del discorso di ogni lingua, mentre le altre sono parti sintattiche (articoli, preposizioni...). In quanto parti semantiche, hanno un significato che viene contenuto in una radice lessicale che di per sé non appartiene a una categoria grammaticale, ma contiene un significato generico, poi sfumato o anche invertito da appositi prefissi e suffissi. Una radice dell'esperanto, ma simile in praticamente tutte le lingue romanze è am-. Tale radice contiene il significato generico di amore, ma in sé stessa non è né un verbo, né un aggettivo, ecc. Contrariamente alla maggior parte delle lingue esistenti infatti, la marcatura sintattica delle parole (cioè la possibilità di capire l'appartenenza delle parole stesse a una categoria grammaticale) è trasparente, e viene data dall'ultima vocale della parola stessa (desinenza). Tale vocale è "appiccicata", o meglio agglutinata alla radice, senza modificarla:
- ami = amare (-i indica un verbo all'infinito)
- amo = amore (-o indica un sostantivo)
- ama = amorevole (-a indica un aggettivo)
- ame = amorevolmente (-e indica un avverbio)

### Sfumatura del significato delle radici mediante agglutinazione
La morfologia, come accennato, è prevalentemente agglutinante. Oltre al plurale, le desinenze dei tempi verbali e l'accusativo, altri "pezzetti" di parola possono essere usati come prefissi o suffissi della radice, sfumandone il significato, senza dover ricorrere all'uso di nuove radici, e facendo assomigliare parole dal significato simile:
- jun- = radice, contiene il concetto di gioventù
- juna = giovane (aggettivo)
- junulo = un giovane ( -ul- indica un elemento caratterizzato da qualcosa, in questo caso la giovinezza)
- junulino = una giovane (-in- indica il genere femminile)
- junularo = gioventù (-ar- indica un insieme, in questo caso insieme dei giovani)
- juneco = gioventù (età della giovinezza)
- maljun- = contiene il concetto di vecchiaia.

Il prefisso mal- indica senso contrario del significato della radice (quindi aggiungendolo a tutte le parole sopra, queste assumeranno significato esattamente contrario, evitando il ricorso a un dizionario per la creazione di numerose parole):
- maljuna (agg.: vecchio, anziano), maljunulo (uomo anziano), maljunulino (donna anziana), maljunularo (insieme di persone anziane), maljuneco (anzianità).

## Aggettivi e sostantivi
Il plurale si forma sempre aggiungendo una "-j" alla fine del sostantivo o di eventuali aggettivi che lo descrivono, come nell'esempio:
- La bona libro (la libro bona) = Il buon libro (il libro buono)
- La bonaj libroj (la libroj bonaj) = I buoni libri (i libri buoni)

L'accordo tra sostantivo e aggettivo serve per risolvere l'ambiguità della frase in alcuni casi particolari. Ad esempio:
- La blondaj Barbara kaj Luisa estas tie = Le bionde Barbara e Luisa sono lì (entrambe sono bionde)
- La blonda  Barbara kaj Luisa estas tie = La bionda Barbara e Luisa sono lì (Barbara è bionda, Luisa non si sa)

Come quella del plurale, molte regole grammaticali sono basate sull'agglutinazione, cioè l' "appiccicamento" di pezzetti di parola a una radice.
Similmente, se un sostantivo e i relativi aggettivi sono complemento oggetto nella frase, viene loro aggiunta una "-n", per permettere di permutare l'ordine delle parole senza perdere il senso della frase. Tale marcatura del complemento oggetto è detta caso accusativo, e aiuta chi deve studiare lingue, come il latino, che di casi ne ha sei, o numerose altre lingue, come le lingue slave che arrivano a otto casi (il finlandese a quindici). Limitatamente all'esperanto, l'accusativo è inoltre molto utile in poesia, oppure in testi dove l'ambiguità può dar luogo a confusione. Ad esempio:
- La gepatroj amas la filojn. = I genitori amano i figli, che è equivalente a: La filojn amas la gepatroj.
- La filoj amas la gepatrojn. = I figli amano i genitori, che è equivalente a: La gepatrojn amas la filoj.

## Avverbi
Gli avverbi invece sono invariabili, come in italiano. Qualsiasi radice, come abbiamo visto, può diventare avverbio con l'aggiunta di una "-e" finale (molto spesso corrispondente all'italiano "-mente").
- bone = bene
- rapide = rapidamente
- klare = chiaramente

Esistono anche degli avverbi detti originari, perché "nascono" col significato di avverbio. Essendo un gruppo chiuso (numero finito), il fatto che abbiano desinenze diverse non genera ambiguità. Ne riportiamo alcuni:
- almenaŭ = almeno
- apenaŭ = appena
- baldaŭ = presto
- eĉ = addirittura
- jam = già
- jen = ecco

- hieraŭ = ieri
- hodiaŭ = oggi
- morgaŭ = domani
- nun = adesso
- nur = soltanto
- tro = troppo

Anche questi possono prendere le desinenze: hodiaŭa (odierno/a), jena (seguente) troa (eccessivo/a).

## Verbi
I modi e tempi dei verbi si distinguono dalle desinenze come in italiano, ma non cambiano in base alla persona, similmente all'inglese, che però cambia la voce verbale per adattarla alla terza persona singolare, e usa alcuni ausiliari per cambiare modo verbale e per comporre le forme negativa e interrogativa (do, would, let, shall/will...), anch'essi eventualmente adattati alla terza persona. Di conseguenza l'obbligo di indicare il soggetto (a meno che il verbo non sia impersonale: "pluvas" = "piove").  Non esistono verbi irregolari.
Tabella riassuntiva delle desinenze dei tempi verbali:
| Infinito: -i             | lerni  | imparare                                 |
| Indicativo presente: -as | lernas | imparo (impari, impara...)               |
| Indicativo passato: -is  | lernis | imparavo                                 |
| Indicativo futuro: -os   | lernos | imparerò                                 |
| Condizionale: -us        | lernus | imparerei                                |
| Volitivo: -u             | lernu  | impara!, che impari, che imparino... (*) |

Per creare la forma negativa, si aggiunge ne davanti al verbo:
- Mi lernos = Imparerò
- Mi ne lernos = Non imparerò

### Il paradigma dei verbi
Esiste anche la coniugazione composta, ma si forma logicamente conoscendo il significato dei participi (aggettivi derivati dai verbi) e combinandoli con il verbo essere ("esti") come semplici frasi; ad esempio: "Mi estas iranta" significa: "Io sto andando", ma tradotta letteralmente diventa "Io sono andante" (la logica è che se qualcuno "è andante", cioè "è uno che va", implica che questo qualcuno "sta andando").
|          | Indicativo | Participio attivo | Participio passivo | Infinito | Volitivo | Condizionale |
| -------- | ---------- | ----------------- | ------------------ | -------- | -------- | ------------ |
| Passato  | -is        | -inta             | -ita               | -i       | -u       | -us          |
| Presente | -as        | -anta             | -ata               | -i       | -u       | -us          |
| Futuro   | -os        | -onta             | -ota               | -i       | -u       | -us          |

## Preposizioni
Le preposizioni italiane tradotte in esperanto non sempre equivalgono alla stessa preposizione. La logica dell'esperanto infatti vuole che ogni preposizione sia usata in contesti ben definiti. Tranne che il complemento oggetto che prende la terminazione in -n, ogni complemento ha una sua preposizione, e ogni preposizione un certo numero di complementi. In italiano lo stesso complemento può invece essere rappresentato da diverse preposizioni, ad esempio il complemento di moto a luogo può essere reso da entrambe le preposizioni "a" e "in" ("Vado in campagna"; "Vado a Tropea"). Premesso ciò, nelle traduzioni più generali, mostriamo ad esempio le traduzioni delle preposizioni semplici italiane:
- di = de (complemento di specificazione), "pri" (argomento)
- a = al
- da = el
- in = en
- con = kun (complemento di compagnia), per (complemento di mezzo)
- su = sur
- per = pro (complemento di causa), por (complemento di fine)
- tra, fra = inter

La traduzione qui data è la più generale e può non essere valida in casi particolari, poiché questa vuole essere solo una presentazione non approfondita. L'esperanto infatti segue molto di più la funzione logica della preposizione, ed essa viene scelta a seconda del complemento da formare.

## Congiunzioni
Le congiunzioni sono anch'esse una parte del discorso invariabile, e come le preposizioni, essendo un numero finito, non hanno bisogno di una desinenza in comune che le caratterizzi. Di seguito alcune congiunzioni tra le più importanti:
| Esperanto | Italiano                                        |
| --------- | ----------------------------------------------- |
| kaj       | e (congiunzione)                                |
| sed       | ma, però                                        |
| aŭ        | o, oppure                                       |
| ke        | che (quando non sostituibile con "il/la quale") |
| por ke    | affinché                                        |
| ĉar       | poiché, perché (nelle risposte)                 |
| nek       | né (congiunzione negativa)                      |

## Correlativi
Un discorso a parte meritano i correlativi, facenti parte alle categorie di pronome e aggettivo, che si formano però in modo particolare agglutinando ognuno dei cinque suffissi a nove prefissi.

## Esclamazioni
Le esclamazioni, o interiezioni, sono espressioni che indicano stati d'animo in genere improvvisi. Non esiste una terminazione specifica che le distingua, ma possono essere agglutinate per formare altre parole. Ad esempio "Fi!" esclamazione che si traduce in italiano con esclamazioni tipo: "Vergogna!", "È uno scandalo!" è usato anche come prefisso in senso negativo per parole che indicano cose moralmente discutibili: "fidomo" (casa di malaffare), "fivorto" (parolaccia).